# Pollux (P902)
Pour les articles homonymes, voir Pollux.
Le Pollux (P902) est un patrouilleur de la composante marine de l'armée belge.

Ce second  patrouilleur belge d'une série de deux rejoint la base navale de Zeebruges en avril 2015. Le premier, le Castor, rejoint la composante marine en juillet 2014.
Les deux navires jumeaux tiennent leurs noms des Dioscures, fils jumeaux de Léda dans la mythologie grecque, qui ont également donné leur nom à deux étoiles (Castor et Pollux) de la constellation des gémeaux, visible dans le ciel belge.

La ville de Namur est la marraine du bâtiment qui a été inauguré le 6 mai 2015 par la princesse Élisabeth.
En novembre 2024, la Belgique commande un troisième navire de ce type.

## Conception
Commandé en 2013 par la Composante Marine de l'armée belge, il s'agit d'un des plus gros navires entièrement construits par les chantiers navals Socarenam de Boulogne-sur-Mer, en France.

## Service
Le patrouilleur assure des missions de surveillance (contrôle de la pollution, surveillance de pêche, assistance pour la détection du trafic illicite...). D'autre part, il sert de plateforme de soutien pour le déploiement d'actions de contrôles ou de secours en mer dans la zone économique de la Belgique. 

L'équipage fixe se compose de personnel de la Marine. Du personnel spécialisé d'autre services publics (police, douane, etc.) est embarqué pour des missions administratives de police et de douane.

### Drome
Sur le pont arrière :
- deux canots pneumatiques (vitesse : 37 nœuds).